# Halda dolu Paskov
Halda dolu Paskov, nazývaná také halda v Řepištích nebo Halda Paskov,  je halda černouhelného dolu Paskov na území obce Řepiště v okrese Frýdek-Místek. Vrchol lidskou činností navýšeného kopce má nadmořskou výšku 300 m. Geograficky se nachází na pravém břehu řeky Ostravice v nížině Ostravská pánev na Moravě.

## Další informace
Halda dolu Paskov je antropogenní kopec vzniklý jednak dovozem hlušiny z dolu Paskov a také rekultivací. Je to již z podstatné části „zelený“ kopec, který je z velké části porostlý stromy a travinami. Halda je soukromým majetkem. Protože je v okolním prostoru „osamocená“, umožňuje poměrně kvalitní výhledy především na Moravskoslezské Beskydy, Podbeskydskou pahorkatinu, Ostravskou pánev, Frýdecko-Místecko a Ostravsko. Hlušina byla na haldu dopravována v letech 1972 až 2017 pásovým dopravníkem po hlušinovém mostě délky cca 0,8 km z dnes již neexistující úpravny Dolu Paskov, která se nacházela na opačné straně řeky Ostravice. Pod haldou vedou cyklostezky kolem řeky Ostravice. Hlušina z haldy byla částečně odtěžena a použita na stavbu dálnice D47.

## Galerie

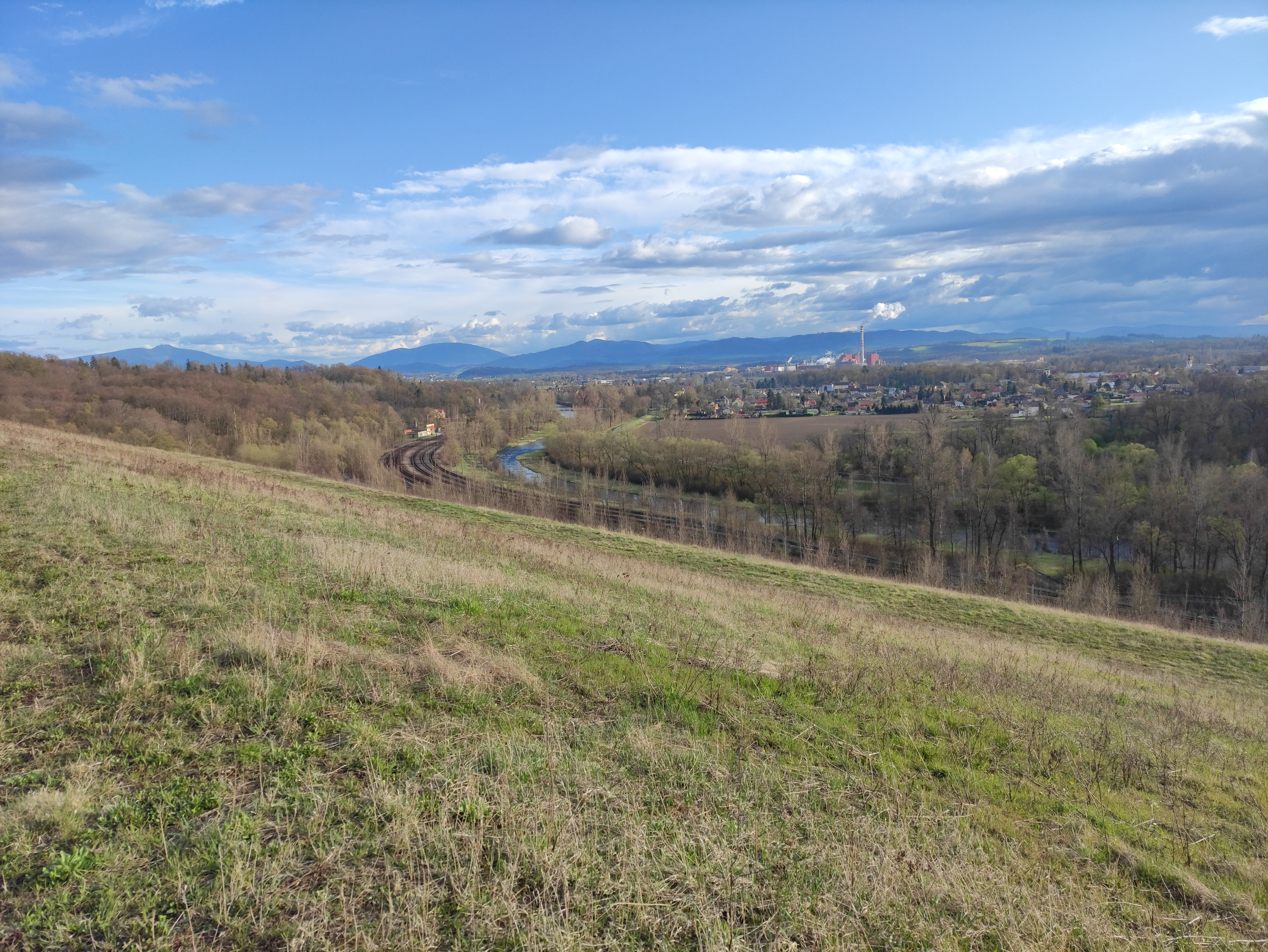
Výhled z vrcholu haldy na Moravskoslezské Beskydy
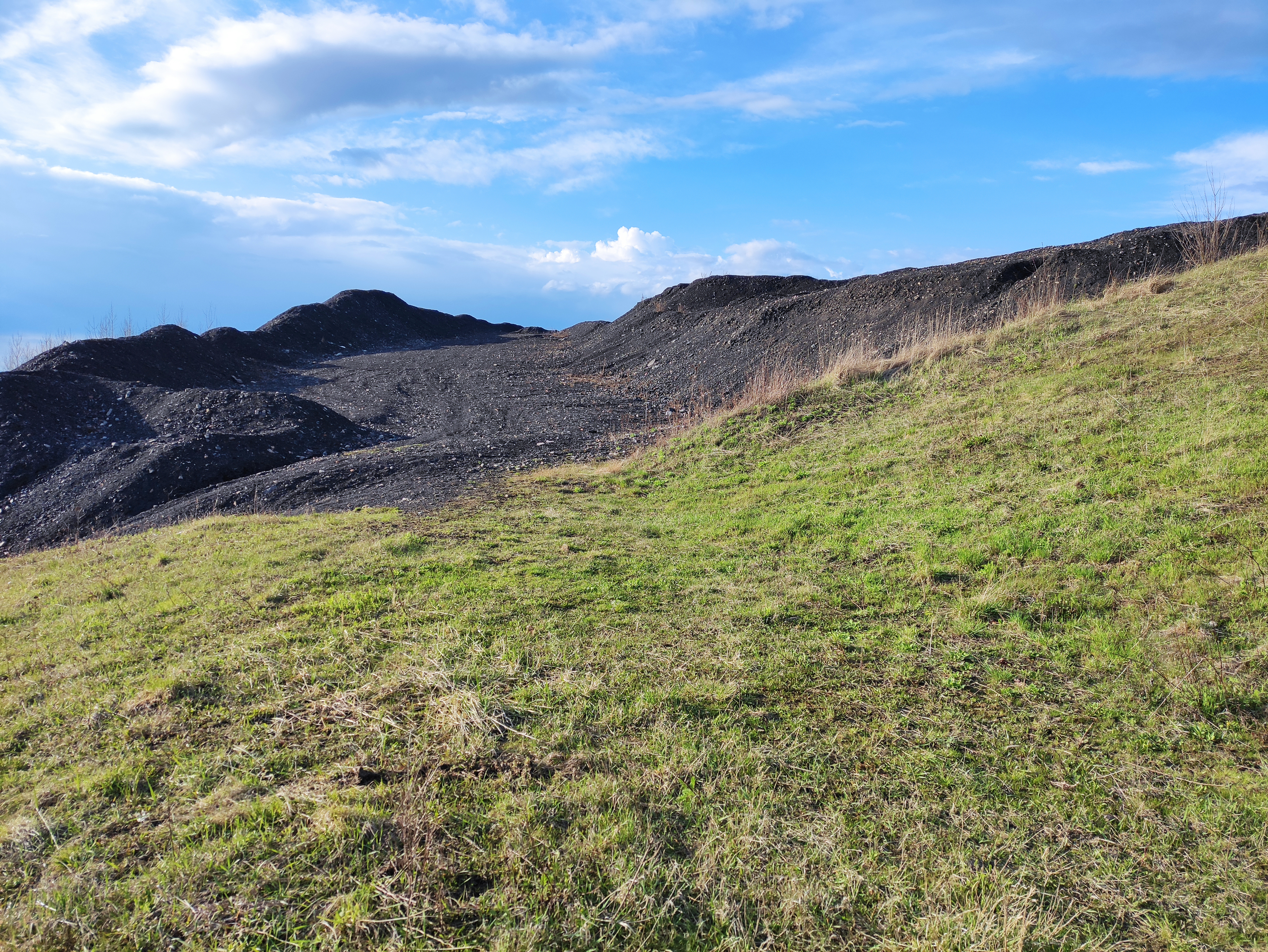
Pod vrcholem haldy
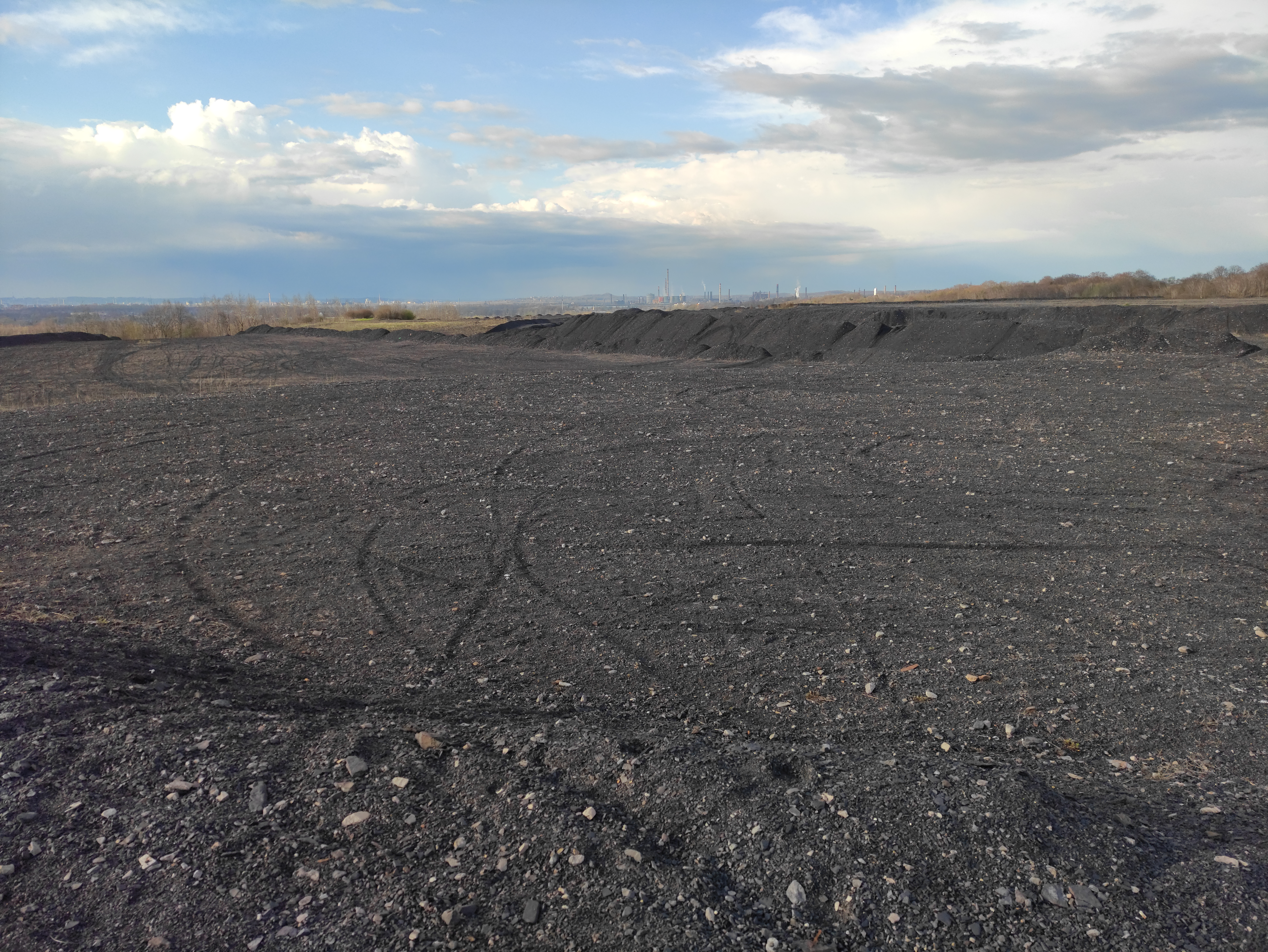
Na vrcholu haldy